# Alexeï Panfilov
Pour les articles homonymes, voir Panfilov.
Alexeï Pavlovitch Panfilov  (en russe : Алексей Павлович Панфилов), né le 17 mai 1898 à Kazan et décédé le 18 mai 1966 à Moscou, est un militaire soviétique, qui fut lieutenant-général des blindés. Au début de la Grande Guerre patriotique, d'octobre 1941 à novembre 1942, il fut directeur du service de renseignement militaire, le GRU.

## Biographie

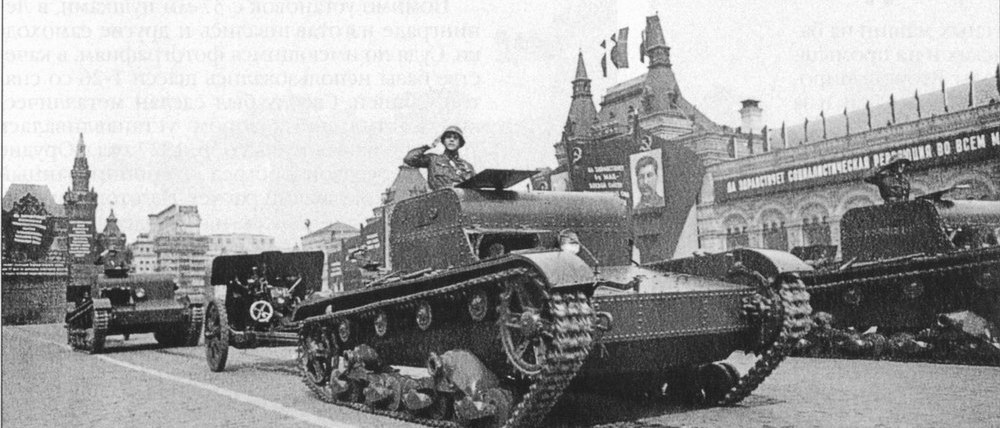
Défilé du 1 mai 1937 : une escouade de T-26 (char) en version « tracteur d’artillerie de campagne » défile sur la place Rouge. Noter le portrait géant de Staline affiché sur la façade du Goum.

Né à Kazan (aujourd’hui capitale du Tatarstan) dans la famille d’un employé des chemins de fer, le jeune Alexeï fait des études et sort diplômé d’une école des mines. Il commence à travailler à la compagnie des chemins de fer de Kazan.
En 1918, il s'engage dans l'Armée rouge, est admis au parti communiste (bolchevique), travaille au bureau de l'agit-prop du secteur de Sviajsk. En 1919, Alexeï est membre de l'état-major local, puis chef de l'encadrement politique de la 5e armée du Front de l'Est (1920).
Après la fin de la guerre civile, il reste dans l'Armée rouge et devient chef du bureau politique de la IVe brigade de cavalerie. En 1923, il est directeur-adjoint à la formation et à la mobilisation et chef de l'administration politique de la région militaire de Sibérie.

Il est ensuite muté à l'ouest de l'Union soviétique et devient en 1931 procureur-adjoint du secteur militaire de Léningrad. Il suit une formation et en 1937 est diplômé de l'École de l'armée blindée J. Staline.

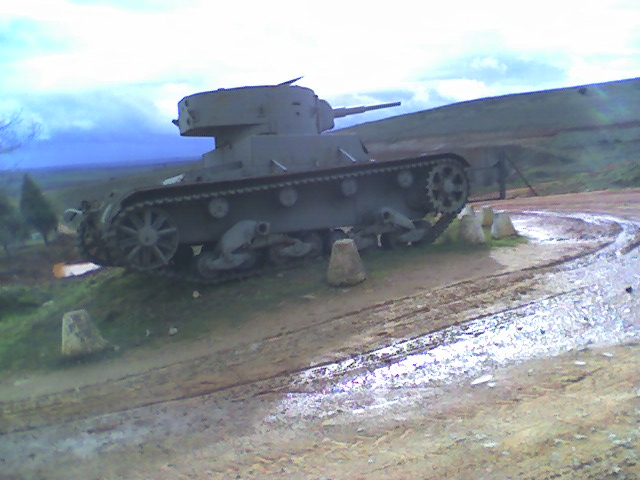
Doté d’un blindage de 6 à 25 mm, d’un canon de 45 mm et de 2 mitrailleuses, le T-26 (char) soviétique était pendant la Guerre d'Espagne supérieur à ses ennemis, le Panzerkampfwagen I allemand et la L3 (chenillette) italienne, qui étaient plus légers et armés seulement de mitrailleuses

En 1936, il voit certains de ses collègues officiers tankistes partir pour la Guerre d’Espagne .
En 1938, en Sibérie, Panfilov est adjoint du colonel commandant les blindés de l'Armée rouge. Il participe à la bataille du lac Khassan contre les Japonais (28 juillet-11 août 1938) comme commandant de la 2e brigade mécanisée du 39e Corps d'Infanterie de la 1re Armée d'Extrême-Orient.

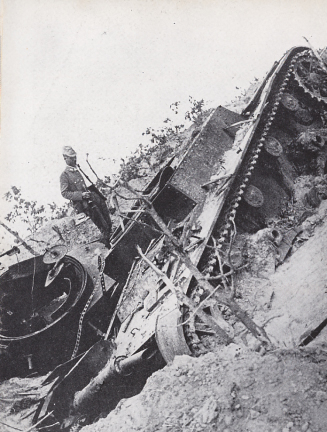
Après la bataille du lac Khassan, un soldat japonais inspecte l'épave d'un T-26 soviétique

En 1939, Panfilov est nommé commandant-adjoint des forces blindées de l'Armée rouge .

## Seconde guerre mondiale
Après l'invasion de l'Union soviétique par l'Allemagne nazie, le major-général des blindés Panfilov est nommé administrateur-général en août 1941, directeur du service de sécurité des armées (GRU) en octobre 1941 en remplacement de Filipp Golikov.
Staline, qui a désespérément besoin de troupes pour contrer l'invasion allemande qu’il n’avait pas prévue (à laquelle il n'avait pas voulu croire), ordonne à Panfilov d’organiser une armée avec les survivants de l’armée polonaise. La formation de l'« Armée Anders » est un échec , et Panfilov est démis de ses fonctions au GRU (il est remplacé par Ivan Ilyitchev) et envoyé au front.
Nommé commandant-adjoint de la 3e puis de la 5e armée blindée, puis commandant du 6e bataillon de la Garde et du 10e corps blindé, Panfilov participe à la contre-attaque sur Kozelsk, et lors de l'offensive Ostrogojsk-Rossoch, à la contre-attaque sur Millerovo et Vorochilovgrad. En 1943, commandant du VIe corps blindé du premier front ukrainien, il prend part aux victoires de Kiev, Jytomyr et Fastov (offensive Lvov-Sandomierz).
En 1944, Panfilov est nommé lieutenant-général des blindés. Commandant le IIe corps de blindés au sein du deuxième front biélorusse, il se distingue en Poméranie orientale. En mars 1945, ses forces défont les restes de la IIe Armée du Reich dans la région de la Tricité.

## Après la guerre
Fin mai 1945, Panfilov, qui a été cité 18 fois dans les bulletins du haut-commandement, est nommé par le Présidium du Soviet suprême Héros de l'Union soviétique et reçoit la médaille d’or de l’ordre de Lénine.

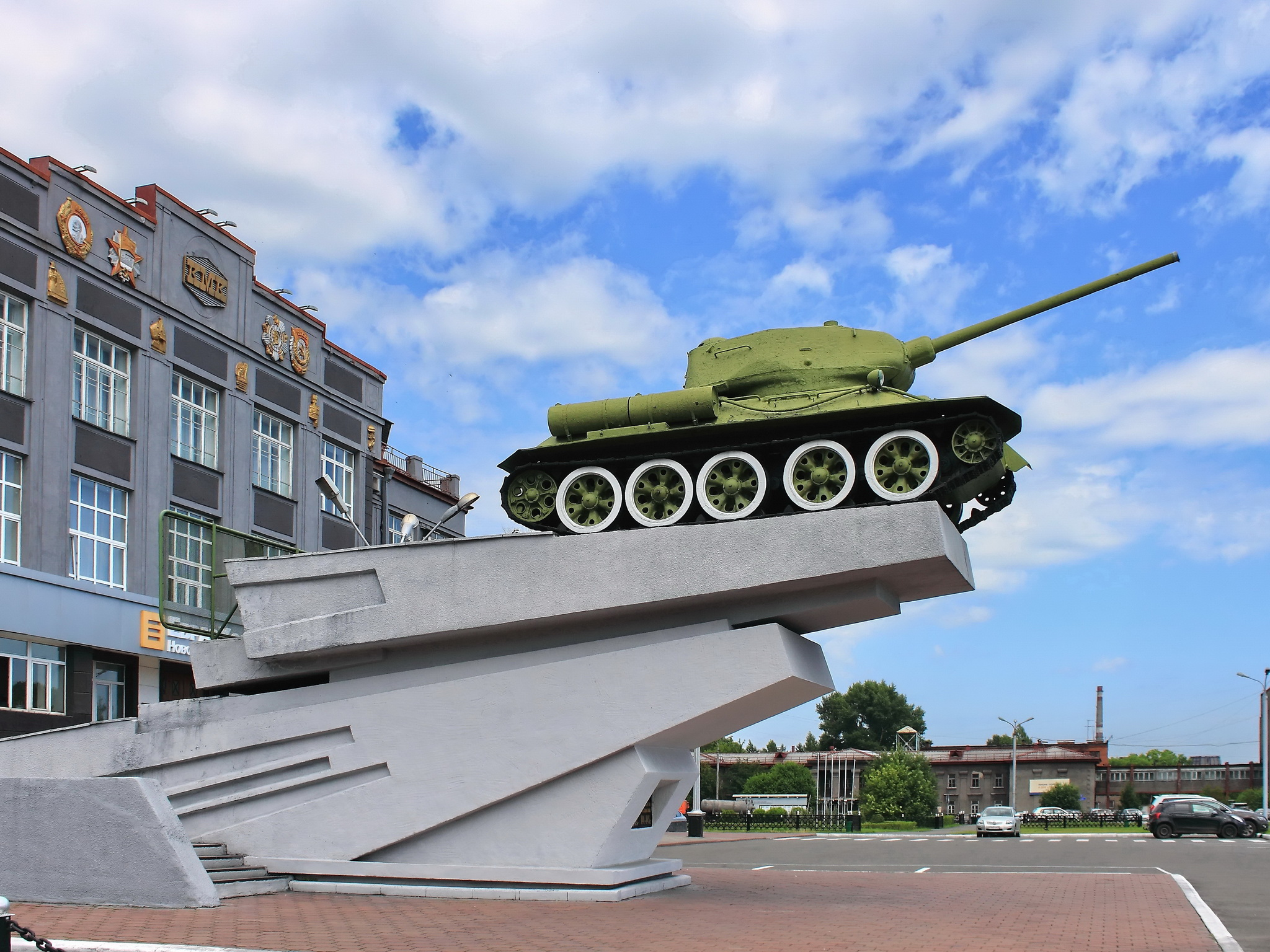
Le tank T-34, atout majeur de l'Armée rouge.

Il est nommé commandant de la 3e division blindée de la Garde. En 1954, il obtient le diplôme du Cours supérieur de l'Académie militaire de l'état-major général. Il est maître de conférences à l'Académie militaire  de l'état-major général Vorochilov, chargé de la formation des officiers étrangers.
En 1959, à 61 ans, le lieutenant-général Panfilov prend sa retraite. Il vit ensuite à Moscou, où il meurt en 1966. Il est enterré au prestigieux cimetière de Novodevitchi.

## Décorations
- Héros de l'Union soviétique (médaille d'or no 8003
- Ordre de Lénine (2 fois)
- Ordre de Souvorov (1re et 2e classe)
- Ordre du Drapeau rouge (5 fois)

Décorations étrangères :
- Médaille commémorative Dukelskaya
- Croix militaire 39-45[6]

## Sources
- (ru) Cet article est partiellement ou en totalité issu de l’article de Wikipédia en russe intitulé « Панфилов, Алексей Павлович » (voir la liste des auteurs).

- (pl) Cet article est partiellement ou en totalité issu de l’article de Wikipédia en polonais intitulé « Aleksiej Panfiłow » (voir la liste des auteurs).

- (pl) Cet article est partiellement ou en totalité issu de l’article de Wikipédia en polonais intitulé « Polskie Siły Zbrojne w ZSRR (1941-1942) » (voir la liste des auteurs).

- (en) Cet article est partiellement ou en totalité issu de l’article de Wikipédia en anglais intitulé « Anders' Army » (voir la liste des auteurs).
- (ru) Biographie d'Alexeï Panfilov, Héros de l'Union soviétique